# Platja de la Riera Xica
La platja de la Riera Xica és una platja urbana del municipi de Sitges (Garraf) situada davant del passeig marítim, enfront del barri del Vinyet. La platja es va crear a mitjans dels anys 1970, en construir-se els espigons que la delimiten: el de llevant la separa de la platja de l'Estanyol, i el de ponent de la platja de la Barra.
Té una longitud de 324 metres i una amplada mitjana de 17 metres, formada per sorra fina, amb un pendent d'entrada a l'aigua suau. Disposa de lavabos, dutxes, rentapeus i lloguer de gandules, para-sols i tendals. També té una guingueta. L'accés es fa des del passeig marítim.
La platja de la Riera Xica està adherida a la destinació Costa de Barcelona, certificada per Biosphere des del 2017.
El nom de la platja fa referència a la riera Xica, que hi desembocava.